# Olaus Litzing
Olaus Jacobi Litzing, född 1668 i Hällestads församling, död 19 januari 1732 i Hults församling, Jönköpings län, var en svensk präst.

## Biografi
Olaus Litzing föddes 1668 i Hällestads församling. Han blev 1688 student vid Uppsala universitet och prästvigdes 1696. Litzing blev adjunkt i Torpa församling och 1697 komminister i Hycklinge församling. Han blev 1710 kyrkoherde i Hults församling och avled där 1732

### Familj
Litzing gifte sig  1698 med Christina Lithmang, som var dotter till prosten Johannes Canuti Lithmang i Linderås församling. De fick tillsammans sonen Johannes som blev komminister i Linderås församling.